# Kaloyan Krastev
Pour les articles homonymes, voir Krastev.
Kaloyan Krastev est un footballeur bulgare né le 24 janvier 1999 à Sofia. Il évolue au poste d'attaquant au CSKA Sofia.

## Biographie

### En club
Le 7 décembre 2015, il débute avec l'équipe première de Slavia Sofia lors d'une victoire (3-0) contre le Lokomotiv Plovdiv. Le 24 janvier 2018, il signe pour quatre années avec le club italien du Bologne FC.

### En équipe nationale
Avec les moins de 19 ans, il participe au championnat d'Europe des moins de 19 ans en 2017. Lors de cette compétition, il joue trois matchs, contre l'Angleterre, l'Allemagne, et les Pays-Bas, avec pour résultat un nul et deux défaites.